# International Project Management Association
La Asociación Internacional para la Dirección de Proyectos o IPMA (por sus siglas en inglés: International Project Management Association) es una organización con base en Suiza dedicada al desarrollo y promoción de la dirección de proyectos. Está organizada como una federación internacional de más de 70 asociaciones nacionales de dirección y gestión de proyectos.
Su actividad principal es la certificación de las competencias en dirección de proyectos. Para ello ha desarrollado un marco de certificación para las habilidades en dirección de proyectos: el ICB (IPMA Competence Baseline), que sirve de base para su programa de certificación en cuatro niveles. La certificación se lleva a cabo a través de cualquiera de las asociaciones nacionales, y es necesario renovarla cada cierto tiempo (el periodo varía dependiendo del nivel de certificación). La certificación abarca competencias técnicas, contextuales y del comportamiento.
A finales de 2014 había aproximadamente 250 000 profesionales certificados por la IPMA en el mundo, 75 000 de los cuales se encontraban en niveles avanzados de competencia (niveles IPMA A, B o C).

## Historia
El origen de la IPMA se remonta a 1964 cuando un grupo internacional de directores de proyectos se reunió para discutir los beneficios del método de la ruta crítica. Entonces se sugirió para el grupo el nombre de INTERNET (INTERnational NETwork). En 1965 este grupo de debate fundó en Suiza una asociación, la actual IPMA, bajo el nombre de IMSA (International Management Systems Association). El primer congreso internacional tuvo lugar en 1967 en Viena, con participantes de 30 países diferentes. La organización desde enero de 2018 tiene como Presidente Ejecutivo al español Jesús Martínez Almela.

## Niveles de certificación
La IPMA establece cuatro niveles de competencia en dirección de proyectos, cada uno de los cuales son certificables a través de la correspondiente certificación. Los niveles de certificación ordenados de menor a mayor nivel de competencia son los siguientes:
- IPMA Nivel D (Certified Project Management Associate)
- IPMA Nivel C (Certified Project Manager)
- IPMA Nivel B (Certified Senior Project Manager)
- IPMA Nivel A (Certified Projects Director)

## Asociaciones miembro
Existen 59 asociaciones miembro de IPMA en los cinco continentes (3 en África, 11 en América, 8 en Asia, 35 en Europa y 1 en Oceanía).
| País                 | Continente | Nombre de la asociación                                                                   | Enlace |
| -------------------- | ---------- | ----------------------------------------------------------------------------------------- | --- |
| Colombia             | América    | Asociación Colombiana de Dirección de Proyectos                                           | http://www.adipro.org/ |
| Egipto               | África     | Management Engineering Society (MES)                                                      | https://web.archive.org/web/20150406062600/http://www.mes.eg.net/                                                          |
| Nigeria              | África     | Project Managers Development Association (PMDAN)                                          | http://www.pmdan.org |
| Sudáfrica            | África     | Association for Project Management South Africa (APMSA)                                   | http://www.apmsa.org.za |
| Canadá               | América    | Project Management Association of Canada                                                  | http://www.pmac-agpc.ca |
| Estados Unidos       | América    | American Society for the Advancement of Project Management (ASAPM)                        | http://www.asapm.org |
| México               | América    | Asociación Mexicana de Ingeniería de Proyectos (IPMA México)                              | http://www.ipmamexico.com                                                                                                  |
| Costa Rica           | América    | Asociación de Dirección de Proyectos IPMA Costa Rica                                      | http://www.adipro.cr |
| República Dominicana | América    | Asociación Dominicana de Gestión de Proyectos (ADGP)                                      | https://web.archive.org/web/20180321195306/http://adgp-ipma.do/                                                            |
| Guatemala            | América    | Asociación de Project Management de Guatemala (APMgt)                                     | http://www.apmgt.org |
| Panamá               | América    | Asociación Panameña de Gestión de Proyectos (APGP)                                        | https://web.archive.org/web/20181127003303/https://www.apgp-ipma.org/                                                      |
| Argentina            | América    | Argentinean Association of Project Management (AGPA)                                      | http://www.agpa.org.ar |
| Brasil               | América    | Brasilian Association for Project Management                                              | http://www.ipmabrasil.com                                                                                                  |
| Chile                | América    | Corporación Chilena de Dirección de Proyectos (CCDP)                                      | http://www.ipmachile.com (enlace roto disponible en Internet Archive; véase el historial, la primera versión y la última). |
| Perú                 | América    | Asociación Peruana de Dirección de Proyectos (APDP)                                       | http://www.ipmaperu.com |
| Uruguay              | América    | La Asociación de Gestión de Proyectos del Uruguay                                         | http://www.agpu.uy/ |
| China                | Asia       | Project Management Research Committee China (PMRC)                                        | https://web.archive.org/web/20191022042254/http://www.pmrc.org.cn/                                                         |
| India                | Asia       | Project Management Associates                                                             | http://www.pma-india.org                                                                                                   |
| Irán                 | Asia       | Iran Project MAnagement Association                                                       | http://www.ipma.ir |
| Kazajistán           | Asia       | Kazakhstan Project Management Association                                                 | http://www.kpma.kz |
| Malasia              | Asia       | Malaysian Association of Project Management (MAPM)                                        | http://www.mapm.org.my |
| Nepal                | Asia       | Project Management Association of Nepal (PMAN)                                            | http://www.pman.org.np |
| Taiwán               | Asia       | Taiwan Project Management Association                                                     | http://www.tw-pma.org.tw                                                                                                   |
| Indonesia            | Asia       | Indonesian Society of Project Management Professional (IAMPI)                             | http://www.iampi.org |
| Alemania             | Europa     | Deutsche Gesellschaft für Projektmanagement e.V. (GPM)                                    | http://www.gpm-ipma.de |
| Austria              | Europa     | Projekt Management Austria (PMA)                                                          | http://www.p-m-a.at |
| Azerbaiyán           | Europa     | Azerbaijan Project Management Association (AzPMA)                                         | http://www.ipma.az |
| Bosnia y Herzegovina | Europa     | Bosnian Project Management Association                                                    | http://www.uup.netii.net/ Archivado el 20 de agosto de 2013 en Wayback Machine.                                            |
| Bulgaria             | Europa     | Bulgarian Project Management Association (BPMA)                                           | http://www.project.bg |
| Chipre               | Europa     | Cyprus Project Management Society (CPMS)                                                  | http://www.cpms.org.cy |
| Croacia              | Europa     | Croatian Association for Project Management                                               | http://www.capm.hr |
| Dinamarca            | Europa     | Danish Project Management Association                                                     | http://www.danskprojektledelse.dk                                                                                          |
| Eslovaquia           | Europa     | Project Management Association of Slovakia (SPPR)                                         | http://www.sppr.sk |
| Eslovenia            | Europa     | Slovenian Project Management Association (ZPM)                                            | https://web.archive.org/web/20180506214748/http://zpm-si.com/                                                              |
| España               | Europa     | Asociación Española de Ingeniería de Proyectos (AEIPRO)                                   | http://www.aeipro.com |
| Estonia              | Europa     | Estonian Project Managers Association (EPMA)                                              | https://web.archive.org/web/20160316062825/http://www.concordiacluster.eu/portapolis/web/                                  |
| Finlandia            | Europa     | Project Management Association Finland (PMAF)                                             | http://www.pry.fi |
| Francia              | Europa     | Société Française pour l'avancement du Management de Projet (SMaP)                        | http://www.smap-asso.eu/                                                                                                   |
| Grecia               | Europa     | Network of Project Managers in Greece (PM-Greece)                                         | http://www.pmgreece.gr |
| Hungría              | Europa     | Project Management Association Hungary (FOVOSZ)                                           | http://www.fovosz.hu |
| Islandia             | Europa     | Project Management Association of Iceland (VSF)                                           | http://www.vsf.is |
| Irlanda              | Europa     | Institute of Prject Management Ireland                                                    | http://www.projectmanagement.ie                                                                                            |
| Italia               | Europa     | Associazione Nazionale di Impiantistica Industriale (IPMA Italy)                          | http://www.ipma.it |
| Kosovo               | Europa     | Kosova Association for Quality-Management, Standards, Certification and Confirmation (QK) | http://www.kosovamanagement.com                                                                                            |
| Letonia              | Europa     | Latvian National Project Management Association                                           | https://web.archive.org/web/20100623074733/http://www.lnpva.lv/                                                            |
| Lituania             | Europa     | Lithuanin Project Management Association (LPVA)                                           | http://www.lpva.lt |
| Países Bajos         | Europa     | IPMA-NL                                                                                   | http://www.ipma-nl.nl Archivado el 26 de agosto de 2014 en Wayback Machine.                                                |
| Noruega              | Europa     | Norwegian Association of Project Management (NFP)                                         | http://www.prosjektledelse.org                                                                                             |
| Polonia              | Europa     | IPMA Poland                                                                               | http://www.ipma.pl |
| Portugal             | Europa     | Associaçao Portuguesa de Gestao de Projectos (APOGEP)                                     | http://www.apogep.pt |
| Reino Unido          | Europa     | Association for Project Management (APM)                                                  | http://www.apm.org.uk |
| República Checa      | Europa     | Project Management Association Czech Republic (SPR)                                       | http://www.ipma.cz |
| Rumania              | Europa     | Project Management Romania                                                                | http://www.pm.org.ro Archivado el 6 de agosto de 2015 en Wayback Machine.                                                  |
| Rusia                | Europa     | Russian Project Management Association (SOVNET)                                           | http://www.sovnet.ru |
| Serbia               | Europa     | Serbian Project Management Association (YUPMA)                                            | https://web.archive.org/web/20180112125611/http://yupma.rs/                                                                |
| Suecia               | Europa     | Svenskt Projektforum                                                                      | http://www.projektforum.se                                                                                                 |
| Suiza                | Europa     | Swiss Project Management Association (SPM)                                                | http://www.spm.ch |
| Turquía              | Europa     | Turkish Project Management Association (TrPMA)                                            | http://www.ipmaturkey.org                                                                                                  |
| Ucrania              | Europa     | Ukranian Project Management Association (UPMA)                                            | http://www.upma.kiev.ua |
| Australia            | Oceanía    | Australian Institute of Project Management (AIPM)                                         | http://www.aipm.com.au |